# Rejon wołnowaski
Rejon wołnowaski – jednostka administracyjna wchodząca w skład obwodu donieckiego Ukrainy.
Rejon utworzony w 2020, ma powierzchnię 4449 km² i liczy około 141,8 tys. mieszkańców. Siedzibą władz rejonu jest Wołnowacha.